# Merode (Langerwehe)
Merode (Dürener Platt: Maroêd) ist ein Ortsteil der Gemeinde Langerwehe im Kreis Düren, NRW.

## Geschichte

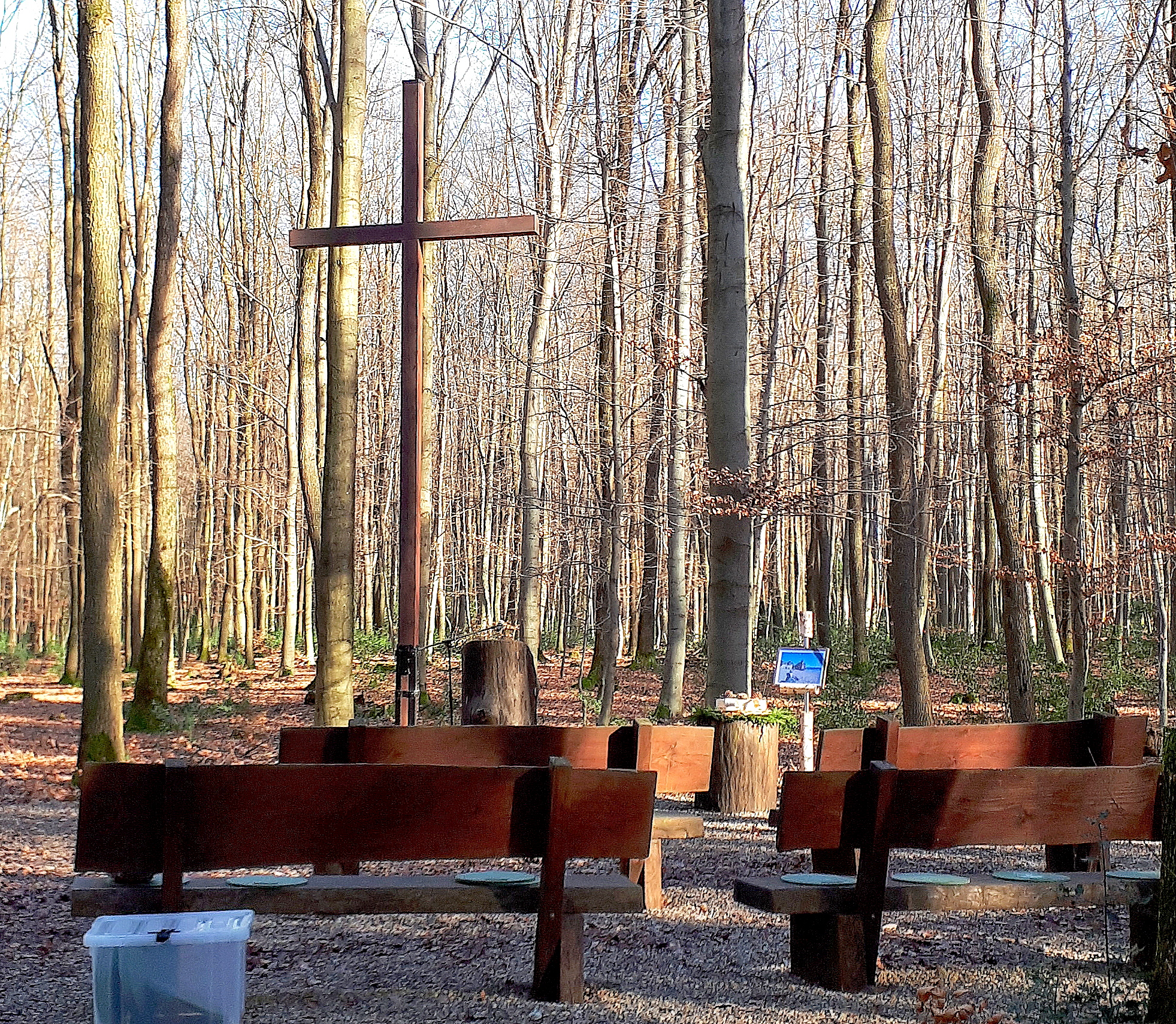
Hochkreuz im Friedwald

Merode ist der namensgeschichtlich bekannteste Ort der ehemaligen Herrschaft Merode, da seine Entstehung untrennbar mit der Geschichte des Schlosses und der Fürsten von Merode verbunden ist. Der Name leitet sich ab von der Waldrodung, auf der der Rittersitz entstand und den Besitzern den Namen gab. Jean-Philippe-Eugène de Merode-Westerloo, kaiserlicher Feldmarschall (habsburgisch), starb am 12. September 1732 in Merode.
Von September 1944 bis Februar 1945 lag Merode im Frontbereich der Schlacht im Hürtgenwald. Durch Bombenangriffe und Artilleriebeschuss wurden 90 % der Gebäude im Ort zerstört. Auch das Schloss Merode trug schwere Schäden davon. Vom 28. November bis zum 11. Dezember 1944 fanden in Merode schwere Ortskämpfe statt. Allein am 29. und 30. November 1944 starben in Merode und seiner Umgebung über 300 amerikanische Soldaten.
Am 1. Juli 1969 wurde Merode nach D’horn eingemeindet. Am 1. Januar 1972 wurde D’horn nach Langerwehe eingemeindet. Am 21. Juli 2011 erhielt Merode die Goldmedaille im Kreiswettbewerb „Unser Dorf hat Zukunft 2011“.
Am 16. November 2018 wurde bei Merode eine neue Begräbnisstätte, ein Friedwald eröffnet.

## Sehenswürdigkeiten

### Schloss Merode
Das ursprünglich im 12. Jahrhundert erbaute Schloss Merode kann wohl als imposantestes historisches Bauwerk seiner näheren und weiteren Umgebung bezeichnet werden und gilt als eines der schönsten Wasserschlösser des Rheinlandes. Durch einen Großbrand am 19. Juni 2000 wurde das Schloss erheblich beschädigt.
Das Schloss ist privater Wohnbesitz und ist grundsätzlich nicht zu besichtigen. Nach Anmeldung bei der Schlossverwaltung sind Besichtigungen und Führungen jedoch möglich.

### Kreuzherrenkloster Schwarzenbroich

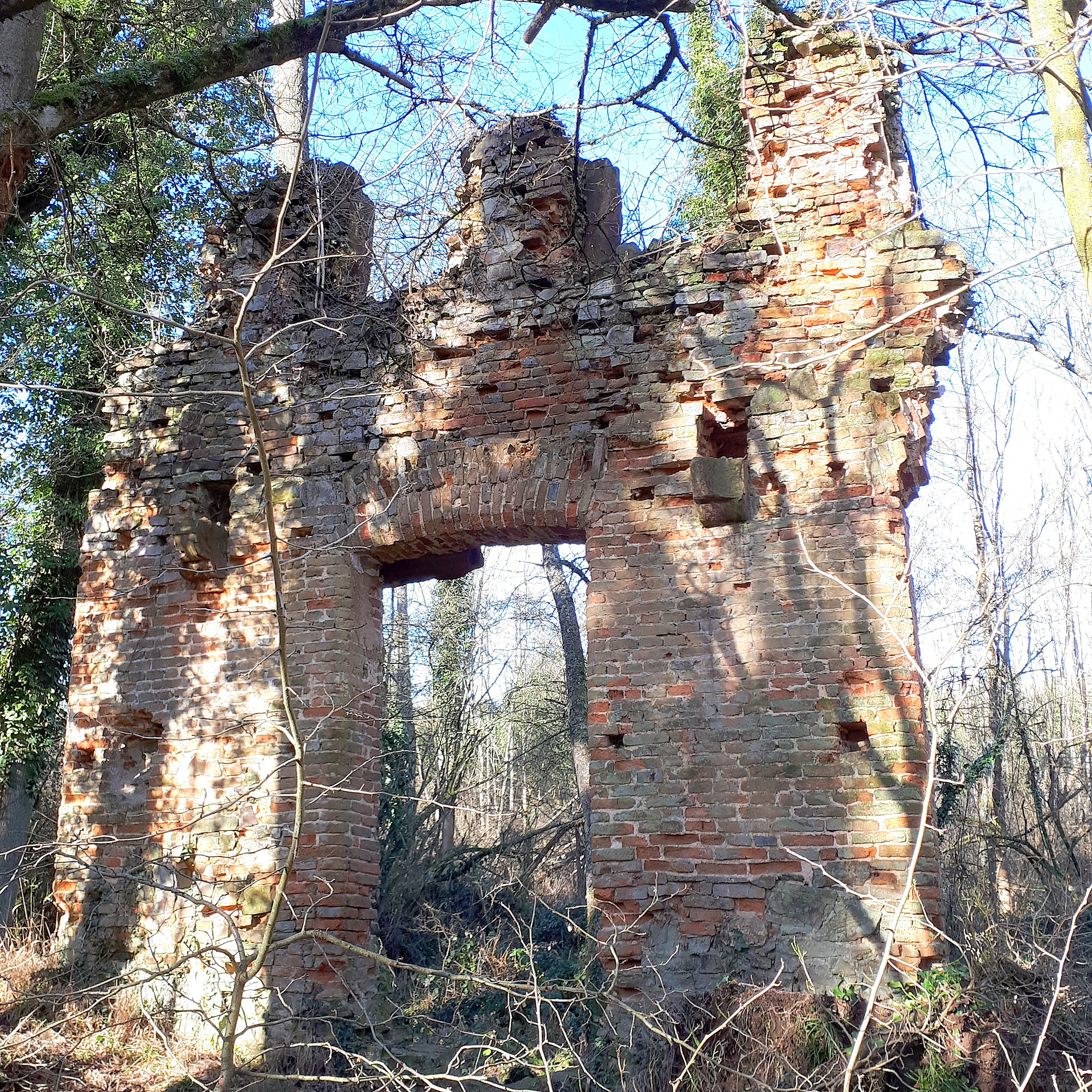
Eingangsportal Klosterruine

Eng verbunden mit der Geschichte des Schlosses ist das ehemalige Kloster Schwarzenbroich im Meroder Wald, das 1340 von Werner von Merode gegründet wurde. Es lag nicht in der Einöde und Abgeschiedenheit wie andere Klöster, sondern an der uralten Pilgerstraße, welche von Düren über Gürzenich, Derichsweiler, Schevenhütte zum bekannten Wallfahrtsort Kornelimünster führte. Das Kreuzherrenkloster wurde wie andere Klöster im französisch besetzen Rheinland 1802 mit einer Verordnung der französischen Regierung zur Säkularisation aufgehoben, und die verbliebenen Mönche mussten das Kloster verlassen. Durch Kriegszerstörung und Verfall stehen heute vom Kloster lediglich noch spärliche Mauerreste.

### Ehrenfriedhof
Bekannt ist auch der Ehrenfriedhof „Marienbildchen“ im Meroder Wald. Er entstand durch die verdienstvolle Initiative und Arbeit von Lehrer Josef Gerhards aus Merode. In den Jahren 1945 bis 1948 hat er gemeinsam mit Peter und Ignaz Hourtz, Karl Bein, Herbert Wächter, Josef Hoor, Wilhelm Thelen, Jakob Robrock, Hermann und Ludwig Wamig, Peter Trostorf, Hubert Flossdorf, Heinrich Schmitz-Schuncken die Gefallenen unter Lebensgefahr geborgen. 220 Soldaten des Zweiten Weltkrieges fanden hier ihre letzte Ruhestätte.
Auf diesem Friedhof fand auch ein amerikanischer Soldat seine vorläufige, letzte Ruhestätte. Am 29. Mai 2011 wurden drei weitere deutsche Gefallene, welche am 21. März 2011 bei Bauarbeiten an der Bundesstraße 264 bei Jüngersdorf gefunden wurden, auf dieser Kriegsgräberstätte zugebettet.
Im Mai 2012 wurde eine Gedenkstätte für die im Einsatz gefallenen und verstorbenen Angehörige der Bundeswehr eingeweiht.

Weltkriegsgedenken
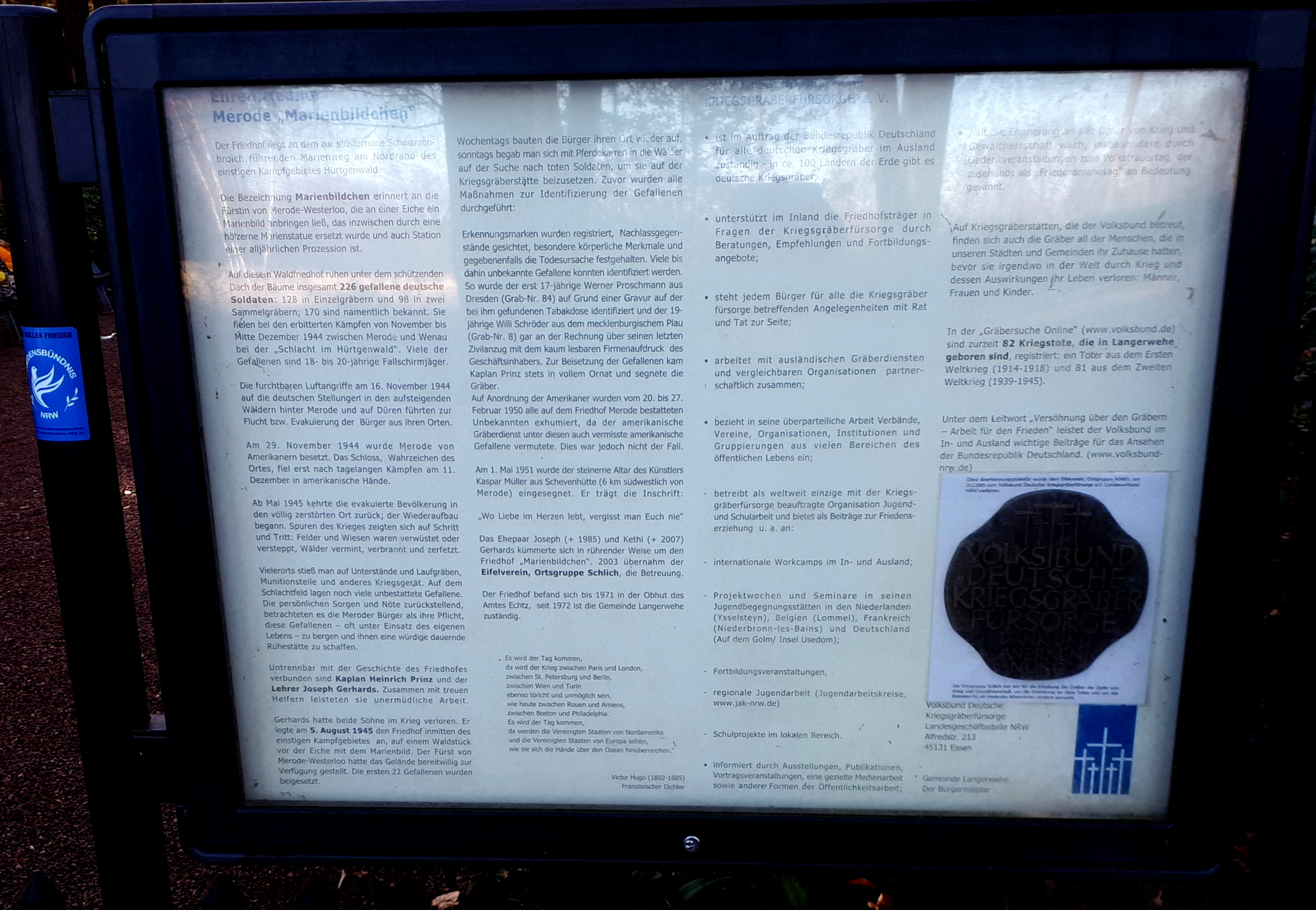
Infotafel
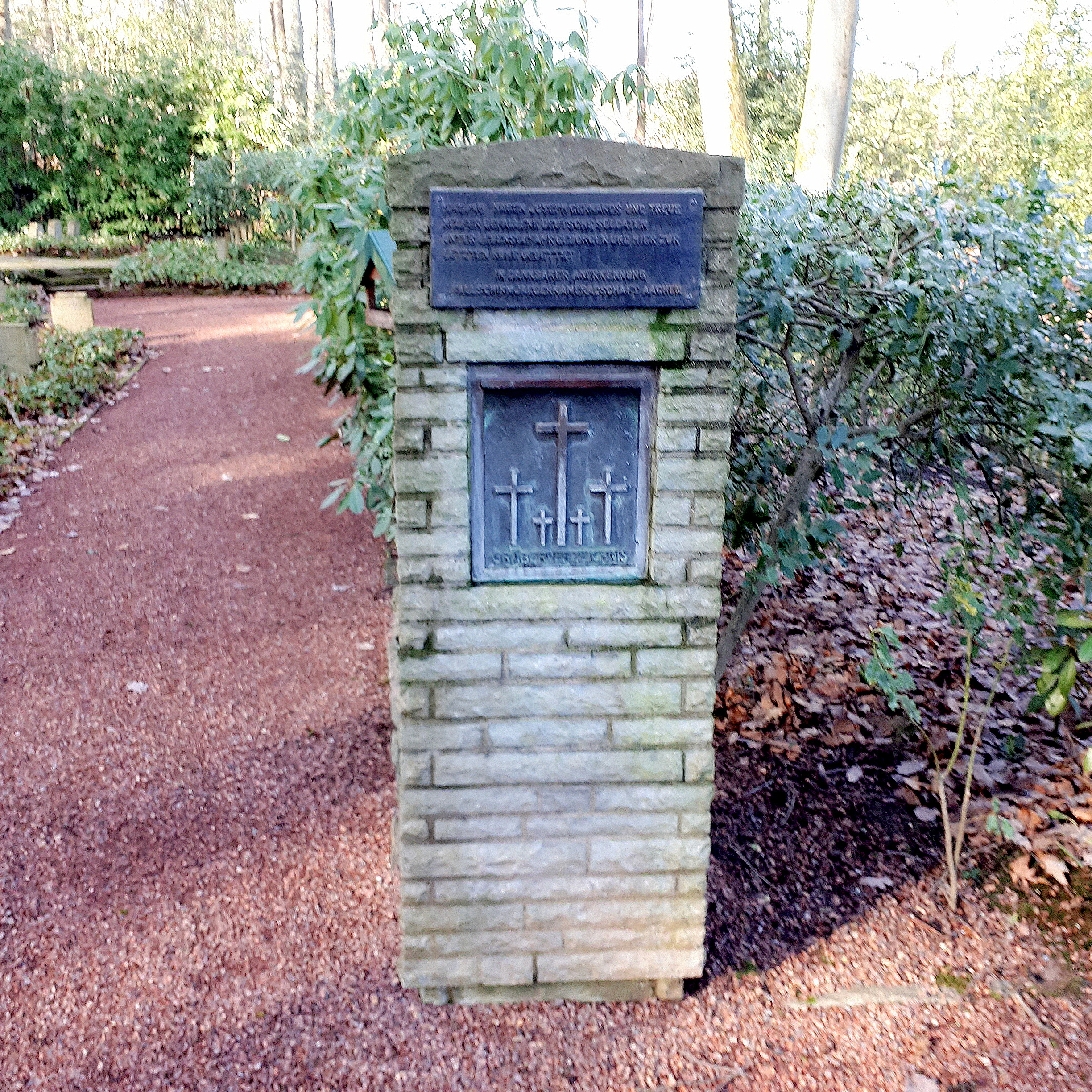
Eingangsstele
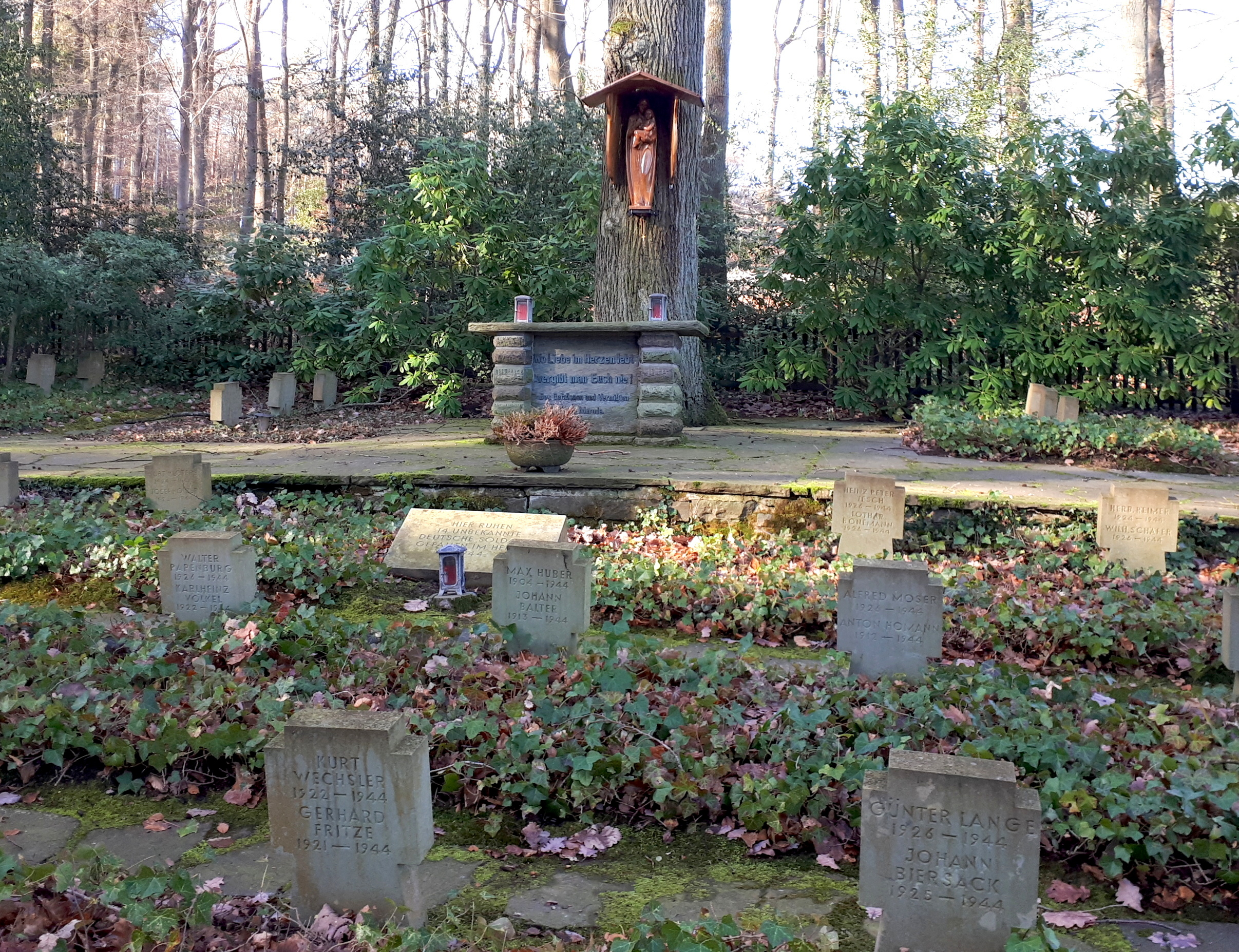
Altarblick
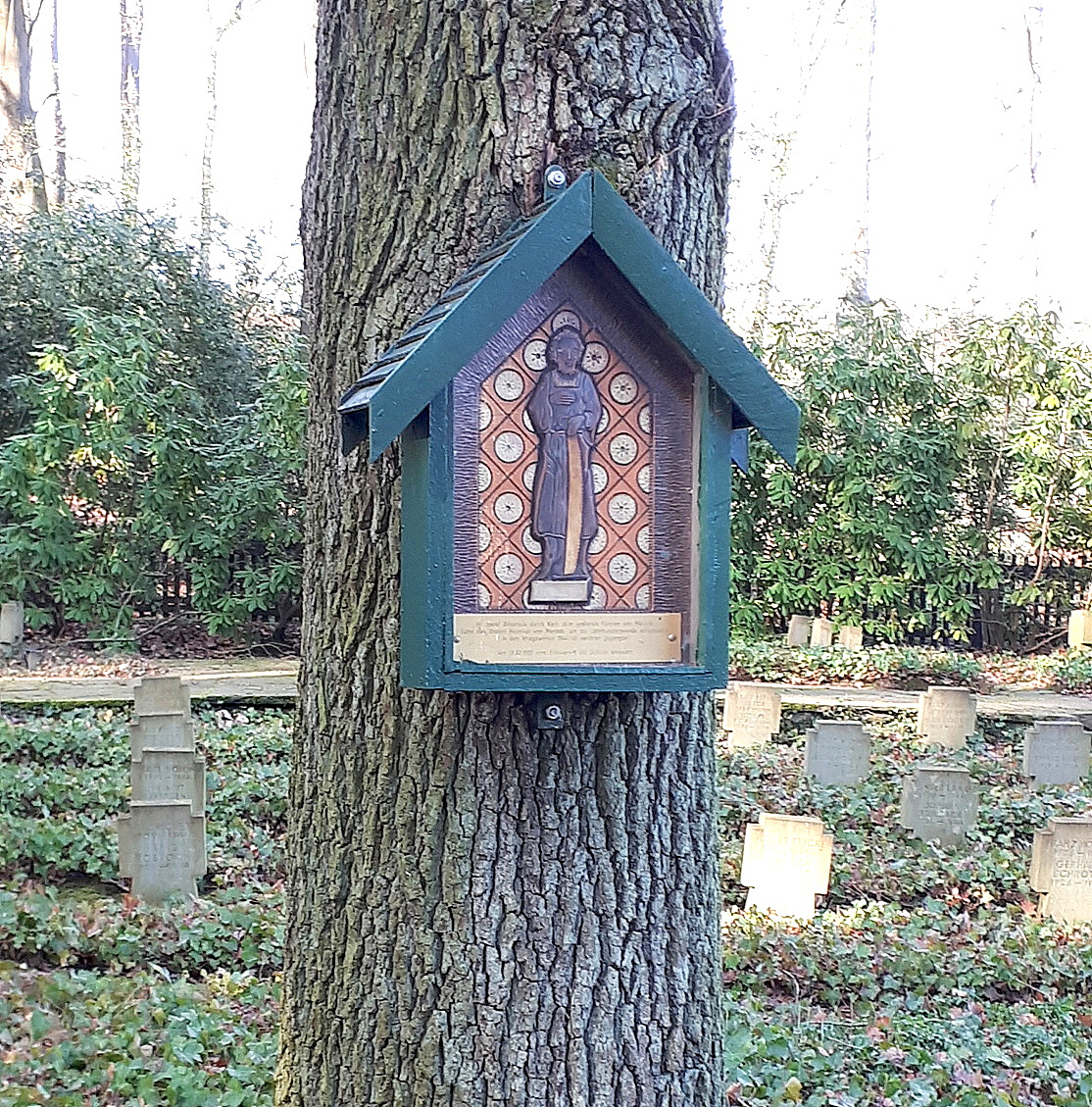
Marienbildchen
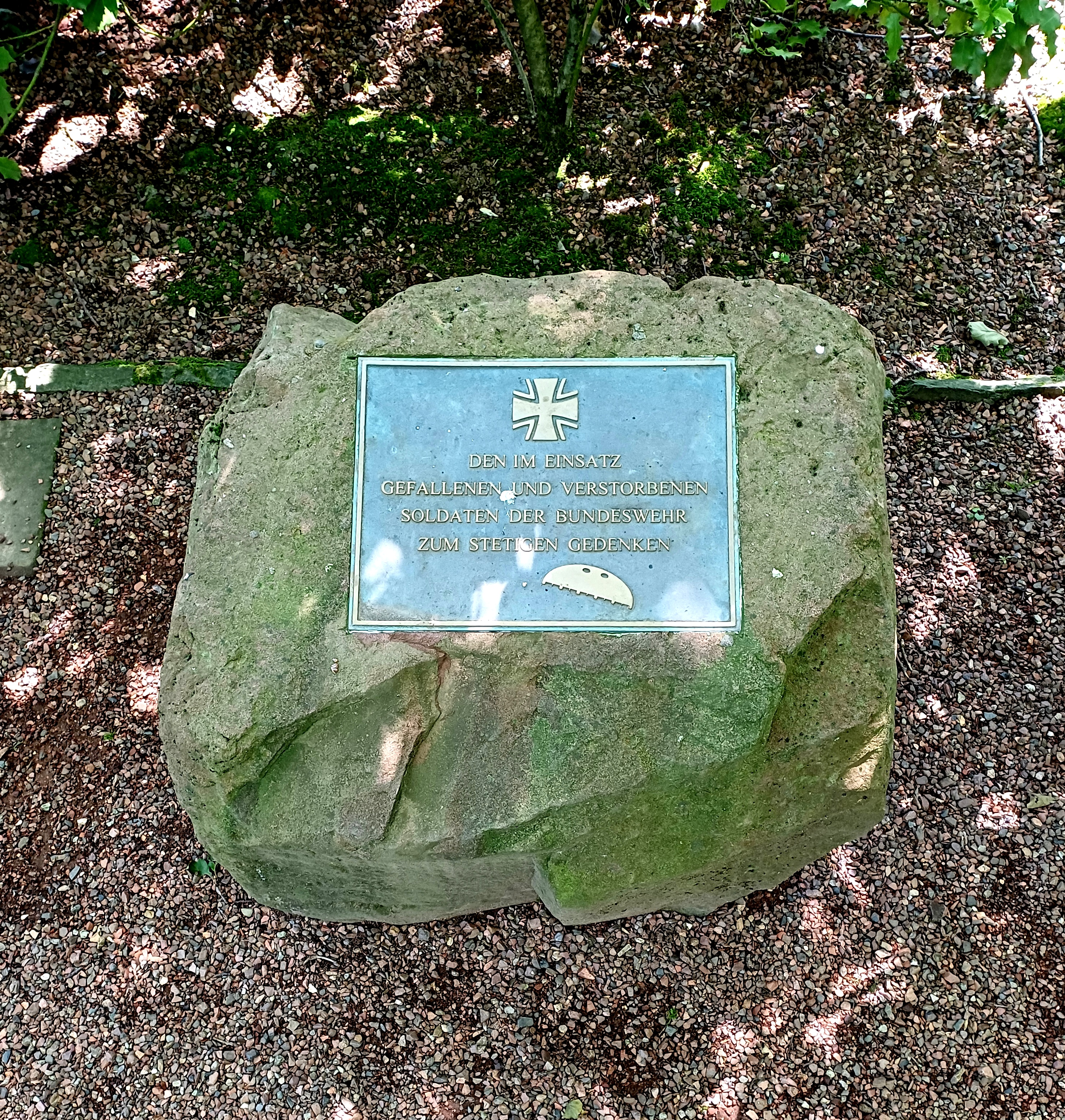
Gedenkstein für die Toten der Bw
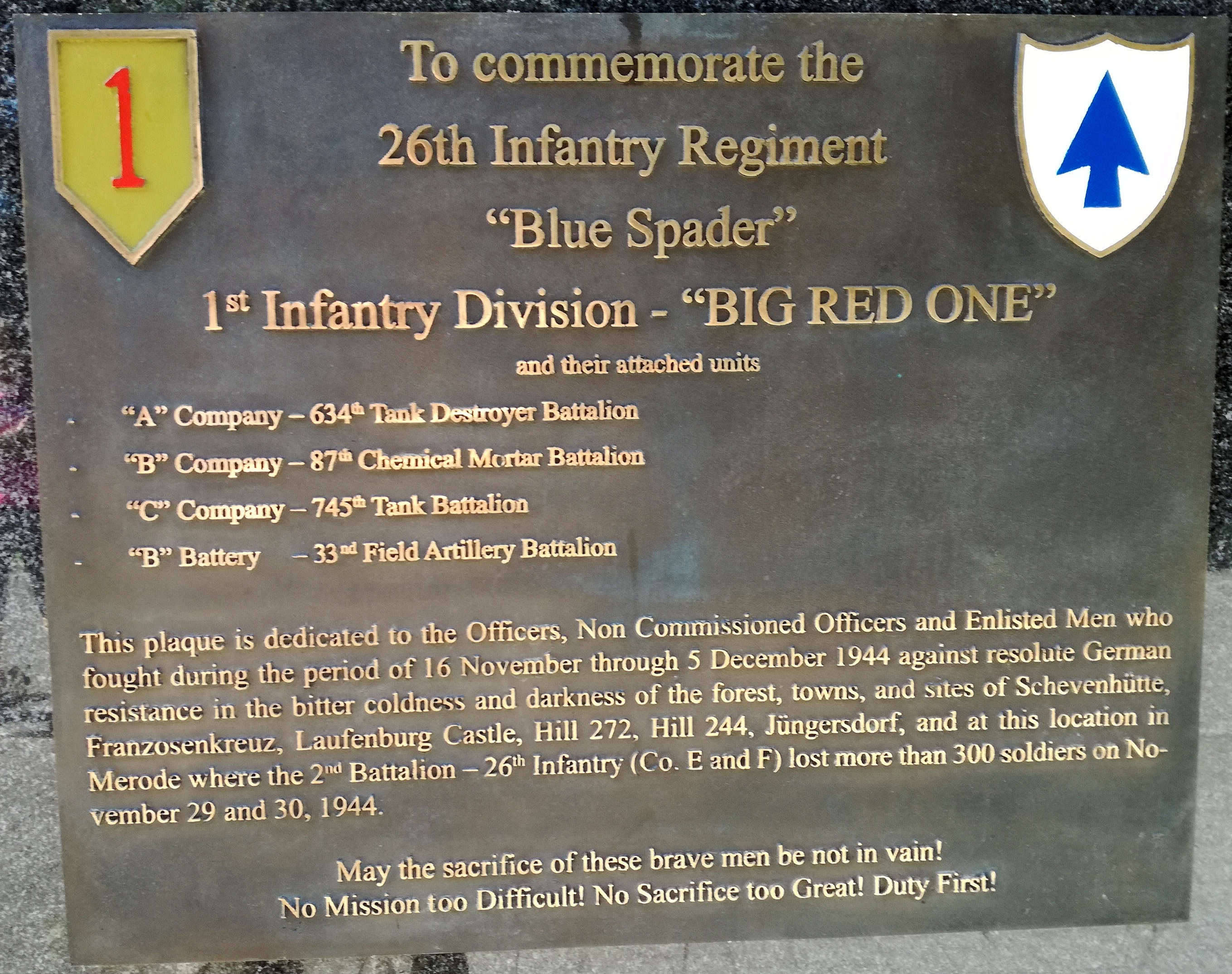
Gedenktafel an die am 29./30. November 1944 gefallenen Soldaten der 1. Infanterie-Division der US-Armee an einem Haus im Ort

## Verkehr
Der nächste DB-Bahnhof ist „Langerwehe“ an der Strecke Aachen–Düren–Köln.
Die AVV-Buslinien 237 und 296 des Rurtalbus verbinden Merode mit der Kreisstadt Düren, Langerwehe-Mitte und den Nachbarorten. Bis zum 31. Dezember 2019 wurden diese Linien vom BVR Busverkehr Rheinland bedient.
| Linie | Verlauf |
| ----- | --- |
| 237   | Düren Bf/ZOB – StadtCenter – (Mariaweiler Gesamtschule –) Mariaweiler – Echtz Badesee – Echtz – Geich – Obergeich – D’horn – (Schlich –) Merode – Pier – Jüngersdorf – Langerwehe Markt – Langerwehe Bf       |
| 296   | Düren Bf/ZOB – StadtCenter – Kaiserplatz – Gürzenich – Derichsweiler – Schlich – Merode – Pier – Jüngersdorf – Langerwehe Holzstr. – Langerwehe Bf – Luchem – Inden/Altdorf – Lamersdorf – Lucherberg / Frenz |

## Beschilderungsprojekt – Meroder Straßen

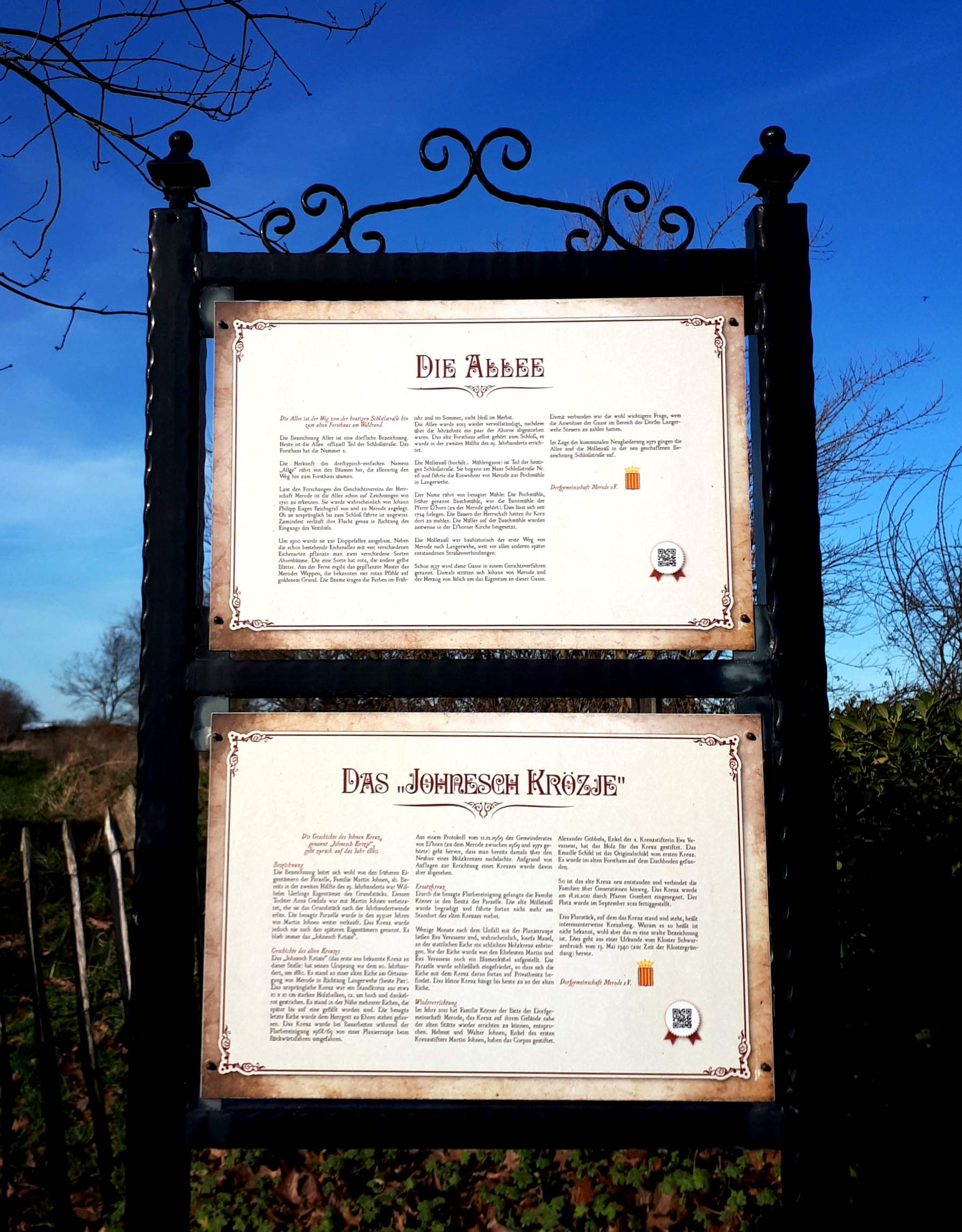
Beschilderung zur „Allee“ und zum „Johnenkreuz“

Im Zuge des im Jahre 2010 von der Dorfgemeinschaft Merode angestoßenen „Beschilderungsprojekt“ wurden zahlreiche weißfarbigen Straßennamensschilder gegen die historischen blaufarbigen Emailschilder ausgetauscht. An diesen wurden wiederum kleinere Zusatzschilder angebracht, die an die historischen Straßennamen erinnern, zudem an jene, wie sie von der Bevölkerung auf Mundart (Meroder Platt) genannt wurden. Die Herkunfts- beziehungsweise Hintergrundgeschichten der insgesamt 20 Straßennamen werden in der im Jahre 2010 von der Dorfgemeinschaft und vom Geschichts- und Heimatverein der Herrschaft Merode e. V. publizierten Schrift, Herrschaftszeiten – Meroder Straßen. Eine kleine Ortsgeschichte erzählt.
Ungewöhnlicher Grenzverlauf zur Nachbarortschaft Schlich
Die von der Kreuzung Weberstraße aus kommende Paradiesstraße markiert die Fahrbahnmitte des, zwischen den Kreuzungen Eifelstraße und Schulstraße verlaufenen, Abschnitts, die Grenze der beiden mit den Jahren „aneinander gewachsenen“ Ortschaften Merode und Schlich. Der ehemalige „Dürener Weg“ wurde, basierend auf dem Aachen-Gesetz, im Zuge der kommunalen Neugliederung (1972) in „Paradiesstraße“ umbenannt. In ihrem weiteren Verlauf führt die insgesamt circa einen Kilometer lange Paradiesstraße durch Schlich, dort an der, laut Volksmund, „im Paradies“ gelegenen Sankt Martinus Pfarrkirche vorbei und mündet am Ortsausgang in die zur Bundesstraße 264 führende Weierstraße. Der Namensherkunft „Paradiesstraße“ ist bislang nicht eindeutig geklärt. Nach Recherchen des Geschichts- und Heimatverein der Herrschaft Merode e. V. könnte der Name von dem Schlicher Flurstück „Zum Paradies“ stammen. Dieses könnte wiederum im Besitz des an der Paradiesstraße in Düren gelegenen Wilhelmitenkloster, auch „Paradieskloster“ genannt, gewesen sein und somit zur Namensgebung geführt haben.

## Persönlichkeiten
- Jean Philippe Eugène de Merode-Westerloo (1674–1732), belgischer General
- Bernardus Wettstein (1686–1745), Altarist und Frühmessner am St. Georgsaltar zu D’horn, Kaplan an der Kapelle zu Geich, Provisor des Hospitals zu Geich, Rentmeister der Grafen von Merode, Erbauer der Vikarie in Schlich und Initiator der Wettstein-(Familien-)Stiftung
- Josef Gerhards (1890–1985), Lehrer, Gründer des Ehrenfriedhofs „Marienbildchen“, Träger des Bundesverdienstkreuzes
- Paolo Enrico Massimo Lancellotti, Principe di Prossedi (1911–2004), italienischer Diplomat, General-Statthalter des Ritterordens vom Heiligen Grab zu Jerusalem
- Joseph Krieger (1931–2003), Maler
- Günter Krieger (* 1965), Schriftsteller und Autor der Merode-Trilogie
- Stephan Thiemonds (* 1971), Kupferschmied, Reiseschriftsteller, Autor der Querweltein Unterwegs Buchreihe

## Vereine
- Maigesellschaft Merode e. V.
- Club 48
- Bläservereinigung 1974 Merode e. V.
- Förderverein Schloss Merode
- Geschichts- und Heimatverein der Herrschaft Merode e. V.
- Jagdhornbläsergruppe
- Freiwillige Feuerwehr Langerwehe, Löschgruppe Schlich/Merode
- Dorfgemeinschaft Merode e. V.
- Förderverein Klosterruine Schwarzenbroich im Meroder Wald e. V.
- Strobi – Streuobst im Indeland e. V.

## Trivia
Merode erlangte am 9. Mai 2013 kurzzeitig deutschlandweite Bekanntheit, als bei einem Amoklauf drei Menschen getötet und vier verletzt wurden. Die Staatsanwaltschaft Aachen hat das Verfahren gegen den Amokläufer im September 2013 vorübergehend eingestellt.